# Alison-Eisstrom
Der Alison-Eisstrom ist ein 13 km langer Eisstrom an der Bryan-Küste des westantarktischen Ellsworthlands. Er fließt südlich der Wirth-Halbinsel in die Eltanin Bay.
Das Advisory Committee on Antarctic Names benannte ihn 2003 nach Alison Cook vom British Antarctic Survey, einem Computerspezialisten im US-amerikanisch-britischen Projekt zur Erstellung glaziologischer Karten und solcher zur Küstenänderung auf der Antarktischen Halbinsel in den späten 1990er und frühen 2000er Jahren.